# پرستون تاکر
پرستون تاکر (انگلیسی: Preston Tucker; ۲۱ سپتامبر ۱۹۰۳ – ۲۶ دسامبر ۱۹۵۶) مهندس، کارآفرین و طراح خودرو اهل ایالات متحده آمریکا بود.